# Konditori

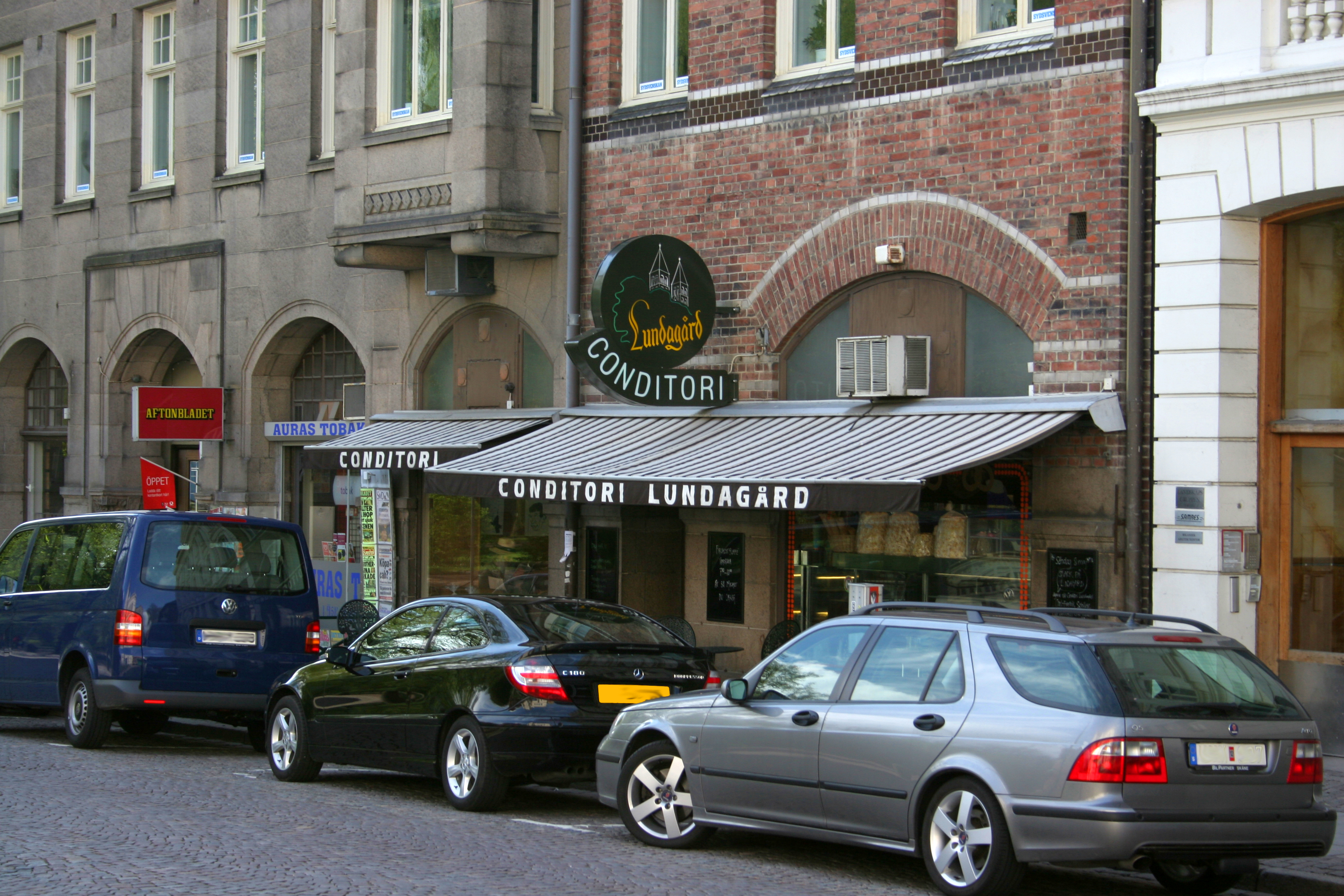
Conditori Lundagård i Lund

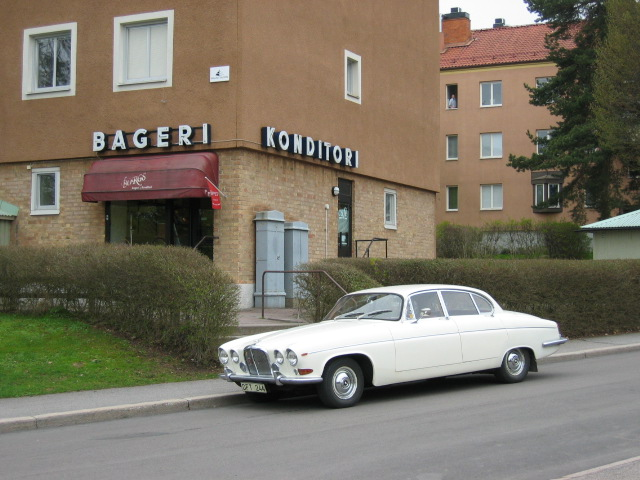
Borgs Bageri och Konditori i Linköping

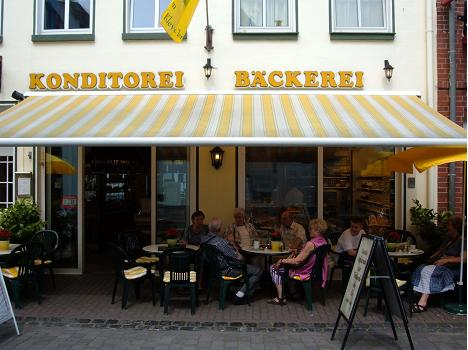
Konditori i Tyskland

Konditori, vardagligt kallat kondis, tidigare även sockerbageri, är en firma som tillverkar och säljer finare bakverk, konfekt och liknande.. Ofta är detta kombinerat med ett serveringsställe, där bakverken serveras tillsammans med kaffe, te eller annan dryck.